# The Brown Bunny Soundtrack
The Brown Bunny Soundtrack è la colonna sonora del film diretto da Vincent Gallo, uscito nel 2003, The Brown Bunny. L'album è uscito esclusivamente in Giappone.
Le prime cinque tracce sono state scritte da Gordon Lightfoot, Jackson C. Frank, Matisse/Accardo Quartet, Jeff Alexander e Ted Curson. Le ultime cinque sono state composte da John Frusciante.
L'album si divide in due parti: le prime cinque canzoni sono parte integrante del film mentre le seconde cinque, ad opera di John Frusciante, sono state usate da Vincent Gallo come fonte di ispirazione per la scrittura e successiva realizzazione del film stesso.

## Tracce
1. Come Wander With Me (Jeff Alexander)
2. Tears For Dolphy (Ted Curson)
3. Milk And Honey (Jackson C. Frank)
4. Beautiful (Gordon Lightfoot)
5. Smooth (Matisse/Accardo Quartet)
6. Forever Away (John Frusciante)
7. Dying Song (John Frusciante)
8. Leave All The Days Behind (John Frusciante)
9. Prostitution Song (John Frusciante)
10. Falling (John Frusciante)